# 점유보호청구권
점유보호청구권(占有保護請求權, (獨) Besitzschutzanspruch (佛) action possessoire)은 대한민국 민법의 권리로 점유의 침해가 있는 경우에 본권의 유무와는 관계없이 점유자가 그 침해의 배제를 청구할 수 있는 권리를 지칭한다. 로마법의 ‘포셋시오’(Possessio)에 기한 ‘점유소권’에 유래한다. 점유보호청구권은 크게 점유물반환청구권(민법 제204조)・점유물방해제거청구권(민법 제205조)・점유물방해예방청구권(민법 제206조)의 세가지로 나뉜다.